# Sampsigéramides
Les Sampsigéramides sont la dynastie fondée par Sampsigéram, « phylarque des Éméséniens » que Pompée avait soumis à la République romaine et qui, d'après Strabon, s'était allié en 47 av. J.-C. avec son fils Jamblique à Quintus Caecilius Bassus contre Jules César. Aréthuse était leur « lieu très-fort ». Ainsi que l'ont expliqué les historiens de l'Antiquité Maamoun Abdulkarim et Oriol Olesti-Vila, « la dynastie des Sampsigéramides a joué un rôle politique important dans les dernières années du royaume séleucide et les premières années de l'occupation romaine ».

## Membres

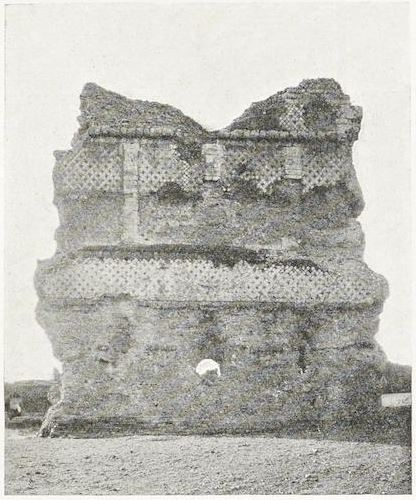
Le mausolée d'Émèse tel qu'il a été photographié par Heinrich Kohl et Carl Watzinger en 1907.

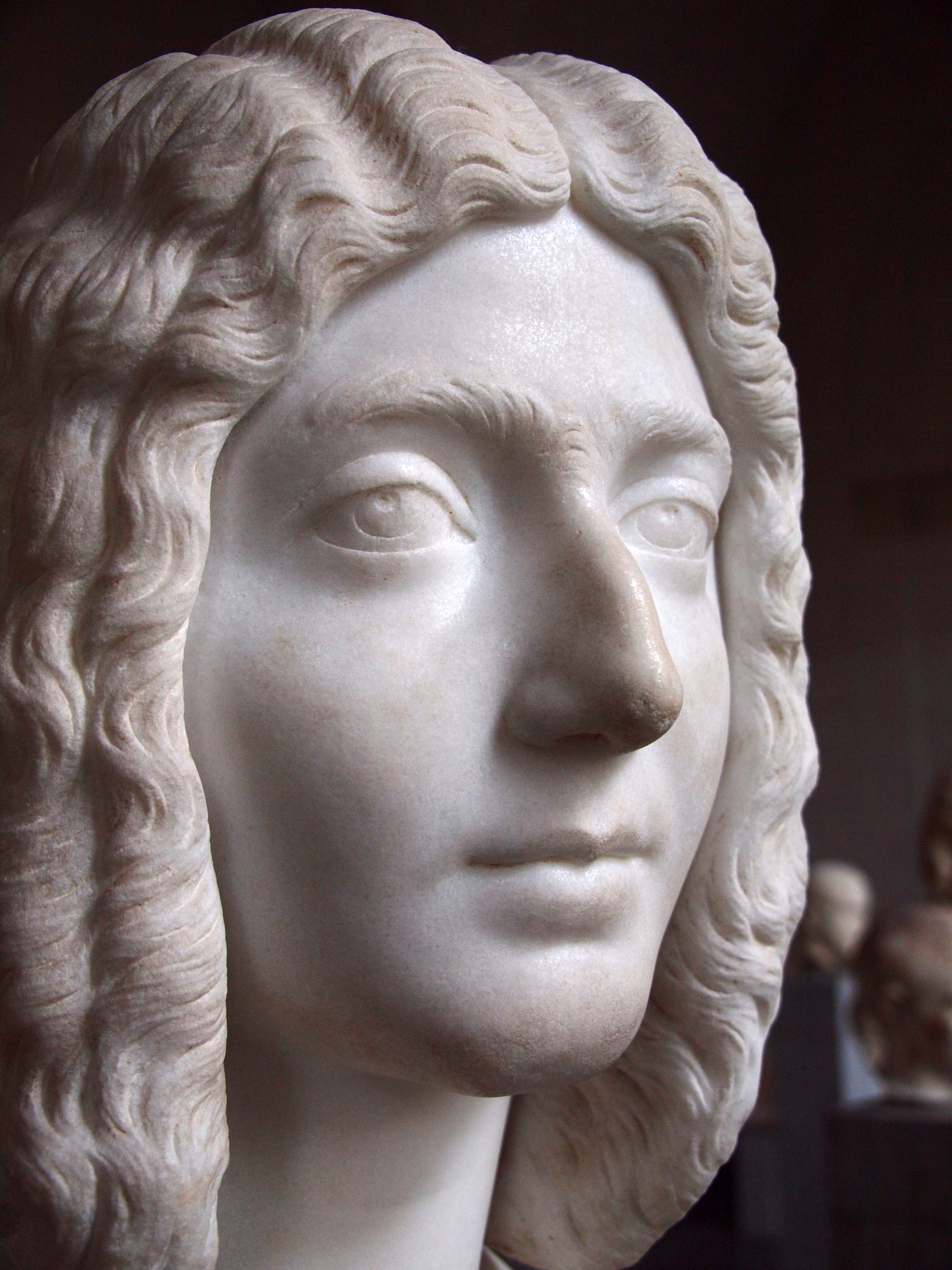
Buste de Julia Domna Sampsigéramide tardive (vers 195 apr. J.-C., conservé à la Glyptothèque de Munich).

D'autres membres de la dynastie sont connus : comme l'a expliqué Maurice Sartre, « à la veille d'Actium, Antoine avait fait exécuter le prince Iamblichos, un fils du Sampsigéramos, qu'il soupçonnait de trahison, et l'avait remplacé par son frère Alexandre. Après la victoire d'Octave, celui-ci déposa Alexandre et confisqua la principauté, mais il la rendit finalement en 20 av. J.-C. » à un autre Jamblique, fils du premier.
Un autre Sampsigéram, petit-fils de Jamblique II « selon quelques auteurs », et (son fils) Azize sont présentés dans les Antiquités judaïques de Flavius Josèphe (18.5.4, 20.7.1) comme ayant été rois « d'Émèse ». Sohème fut aussi membre de la dynastie.
Le constructeur du mausolée d'Émèse et son père Caius Julius Alexion, connus par une inscription grecque « qu'on affirme avoir appartenu au monument » et la copie de celle-ci par le docteur Skender Effendi, qui ont été reproduites par William Henry Waddington, pourraient être apparentés à la dynastie des Sampsigéramides,. La citoyenneté romaine du premier, « attestée par ses tria nomina, milite fortement en faveur de son appartenance à la famille royale », d'après Maurice Sartre. « Or aucune allusion n'est faite à cette parenté royale, ce qui s'explique au mieux si la dynastie a été privée de son royaume peu auparavant », et celui-ci annexé, très probablement entre 72 et la date de la construction du mausolée, à la province de Syrie.
Une autre Sampsigéramide célèbre, plus tardive, sera Julia Domna (≈160 - 217), princesse syrienne, puis impératrice romaine,, : deuxième épouse de l'empereur Septime Sévère et mère des empereurs Caracalla et Geta, elle jouera un rôle politique — et plus tard symbolique — important,,,.